# Compañía Sevillana de Electricidad
La Compañía Sevillana de Electricidad (CSE), conocida posteriormente como Sevillana de Electricidad, fue una empresa española del sector energético dedicada a la generación de energía eléctrica que operó entre 1894 y 2002. Su ámbito de actuación fue Andalucía y parte de Extremadura.
La empresa fue constituida en Sevilla en 1894 a partir de capital español y alemán. Aunque en sus orígenes fue una compañía eminentemente sevillana, con posterioridad su ámbito de actuación se extendió a otras áreas. Durante el transcurso del siglo XX, y a través de varios procesos de fusión y absorción de distintas compañías, se hizo con el control de la práctica totalidad de la producción de energía eléctrica en Andalucía. Llegó a controlar una importante red de instalaciones que incluía centrales térmicas y plantas hidroeléctricas. En 1996 fue absorbida por Endesa, que por aquel entonces estaba bajo control estatal, pasando a ser una filial de la misma. En 2002 la empresa se integró por completo en el Grupo Endesa, perdiendo su identidad propia.

## Historia

### Orígenes y creación
A finales del siglo XIX surgen en España las primeras normas jurídico-administrativas que regulan la electricidad, en un contexto en que se estaba generalizando el uso de esta fuente de energía. El 27 de noviembre de 1893 Emundo Noël solicitó un permiso municipal al Ayuntamiento de Sevilla para instalar una central de producción de electricidad. El permiso lo obtuvo el 27 de junio de 1894. Se creó una comisión que se trasladó a Berlín, donde contactó con Allgemeine Elektricitäls Gesellschaft (AEG) para crear la central. AEG se hizo cargo de la planificación, construcción y suministro de maquinaria. El Deutsche Bank se comprometió a la adquisición de un millón de pesetas en acciones de la compañía.
El 23 de julio de 1894 se constituyó la Compañía Sevillana de Electricidad, Sociedad Anónima, con Edmundo Noël, Pedro Fernández Palacios, Tomás Ybarra y Ramón María Lobo. De las 4.000 acciones emitidas 2.190 fueron de los accionistas alemanes Deutsche Bank y AEG, quedando el resto en manos de un accionariado español. Comenzó con 76 accionistas. Los mayores accionistas españoles fueron Manuel Marañón con 200, el marqués de Angulo con 100 y Manuel Grosso, también con 100. El Consejo de Administración se dividió en dos comités: uno en Sevilla y otro en Berlín. El de Sevilla estaba formado por Edmundo Noël (primer presidente), Tomás Ybarra y Pedro Fernández Palacios y el de Berlín por Emil Rathenau (vicepresidente), Carl Füstenberg y Arthur Gwinnger, que fueron designados por Deutsche Bank y AEG, y que estaban representados en Sevilla por Ramón María Lobo. Los primeros directores generales fueron Luis Gutman y Otto Engelhardt. La familia Luca de Tena, entonces fabricante y exportadora de aceites y jabones, entró poco después como accionista y, en 1906, Nicolás Luca de Tena y del Caño fue nombrado presidente de la empresa.

### Los primeros años
Para afrontar las obras de la central eléctrica de Sevilla la dirección de la empresa tuvo que recurrir también a un crédito de 500.000 francos del banco Enterprises Électrices de Zúrich. La construcción de la central, situada en la calle Arjona, empezó en 1895 y terminó el 1 de marzo de 1896. En 1896 tenía 484 abonados y su producción fue de 164.929 kWh. Su primer cliente importante fue la fábrica de tabacos, a la que siguieron otras fábricas, la Universidad de Sevilla y los muelles del puerto. En 1898 acordó el suministro a la empresa británica de tranvías The Seville Tranways, que pasó a ser su principal cliente. La Compañía Sevillana compró la empresa de tranvías en 1907. En 1927 creó Tranvías de Sevilla S.A., con una gestión aparte.
En el alumbrado público las empresas de la competencia en 1896 eran Bonnet y Cía, con adjudicación municipal para el alumbrado de 17 calles, y la Catalana de Gas, que alumbraba el resto de calles con un sistema de gas. En 1901 la Compañía Sevillana obtuvo la adjudicación municipal para alumbrar el Real de la Feria de Abril. En 1902 compró la empresa Bonnet y Cía, que atendía a 150 abonados y 97 comercios, obteniendo su clientela y su central en la calle Mozas. En 1899 instaló una estación de acumuladores en la calle Lagar y en 1905 otra en la calle Feria. En 1908 inauguraron una nueva central en el Prado de San Sebastián, conocida como fábrica de la Luz, en unos terrenos que eran de Luca de Tena. En 1970 se construyó en ese lugar la sede administrativa de la empresa.
En 1904 un grupo de empresarios liderados por Benjumea crearon la Sociedad Hidroélectrica de Guadiaro, que instaló una central hidroeléctrica en ese río, la de El Corchado, para suministrar electricidad a Villamartín, Jerez de la Frontera, Utrera, Dos Hermanas y Sevilla. En 1909 la Compañía Sevillana llegó a un acuerdo con Hidroeléctrica de Guadiaro para obtener la energía sobrante de dicha central a cambio de que la segunda renunciara a obtener más abonados en la ciudad de Sevilla. En 1906 suministraron por primera vez a otro municipio, Dos Hermanas. De 1906 a 1908 se extiende una red en un radio de 25 kilómetros alrededor de la capital de la provincia, para dar servicio a Dos Hermanas, Alcalá de Guadaíra, San Juan de Aznalfarache, Gelves, Coria del Río y otros pueblos. En 1910 llegó a un acuerdo con Utrerana de Electricidad para suministrar en la campiña utrerana. Al año siguiente llegó a otro acuerdo con Eléctricas Reunidas para suministrar en la comarca de la Vega del Guadalquivir y, entre 1912 y 1914, gracias a la mediación del distribuidor Otto Reinwart, lograron implantarse por todo el Aljarafe.

### Expansión

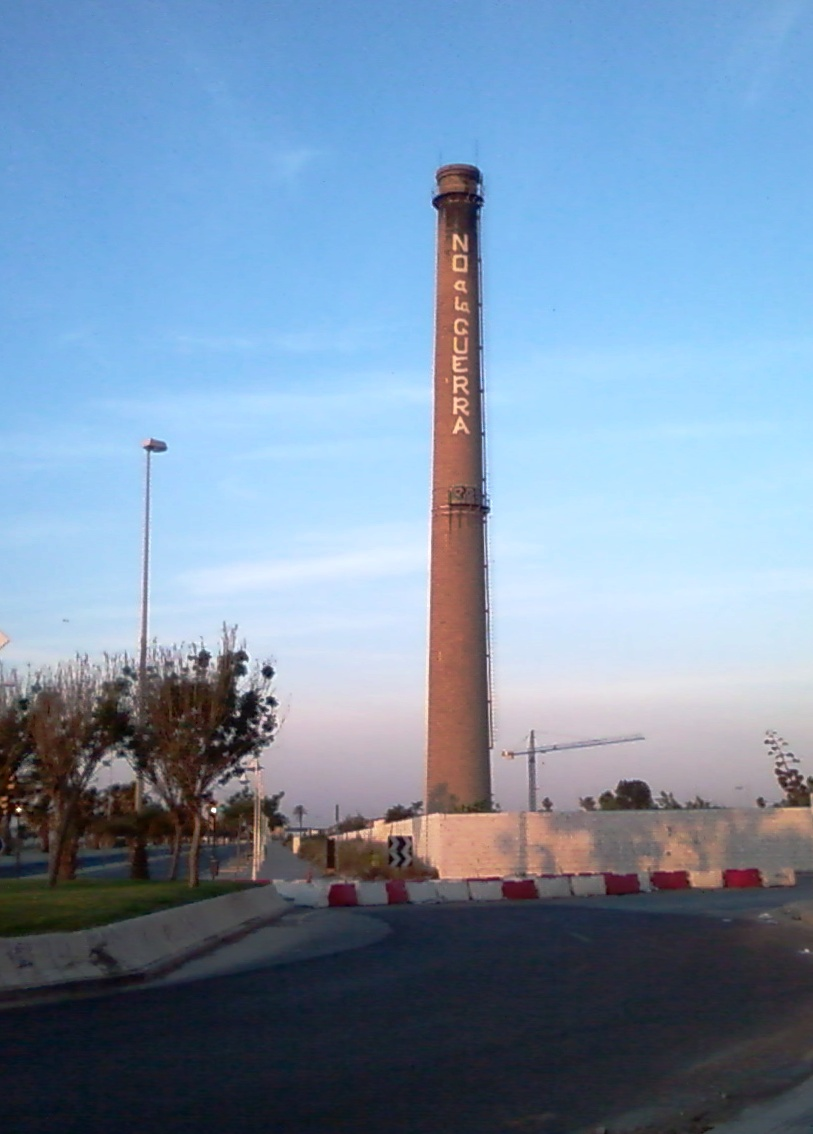
Chimenea de la central térmica de la Misericordia, en Málaga.

Las centrales de las que disponía eran de vapor y, con la subida del precio del carbón a partir de 1914, Sevillana empezó a optar por otras formas de producción. En 1916 compró la mayoría de las acciones de Hidroeléctrica del Guadiaro, y entre 1919 y 1927 puso centrales hidroeléctricas en los ríos Guaduares, Majaceite, Viar, Rivera de Cala y Rivera de Huelva. En 1929 puso una central diésel en el Prado de San Sebastián con el mayor motor de España hasta la fecha.
En 1915 Sevillana de Electricidad generaba 15 millones de kWh. Entre 1917 y 1921 logró ser la suministradora de todos los pueblos en un área de 30 kilómetros de Sevilla. En 1920 llegó a un acuerdo para usar las infraestructuras sevillanas de Catalana de Gas para conseguir clientes propios. De este modo, logró hacerse con la totalidad del suministro en Sevilla. Hacia mediados de la década de 1920 se firmó un contrato con la Rio Tinto Company Limited para el suministro de electricidad a diversas instalaciones que la empresa británica poseía tanto en la ciudad de Huelva como en la cuenca minera de Riotinto-Nerva.
En 1917 adquirió Eléctrica Moderna de Jerez y se hizo concesionaria de la Compañía Lebón de Cádiz. En 1920 adquirió la Hidroeléctrica de Badajoz. Entre 1923 y 1925 adquirió Eléctrica de Guadalete (implantada en La Línea de la Concepción, San Roque, Los Barrios, Arcos de la Frontera) y Conte Hermanos (implantada en Lebrija y Algeciras). En 1926 adquirió la Compañía Eléctrica Onubense y llegó a un acuerdo con la empresa Eléctrica del Condado. También durante ese mismo año adquirió la Empresa Rondeña de Electricidad, con la que se asegura la supremacía en la provincia de Málaga, con activos como el salto del río Guadalevín, en el Tajo de Ronda. En 1929 adquirió la S.R.C. Pérez y Feu (que abastecía a Ayamonte), en 1931 la Emeritense S.A. y en 1935 la Compañía C. López y Durán. En 1936 era ya la primera empresa de producción eléctrica de Andalucía y generaba 130 millones de kWh.
Tras el paréntesis originado por la guerra civil, la empresa aumentará su capital español. Entre 1939 y 1951 el banco suizo Electrobank irá perdiendo acciones en favor de los bancos Vizcaya, Urquijo y Semir, hasta tener un accionariado casi completamente español. La Compañía Sevillana se fusionó con Mengemor en 1951. En 1952 adquirió Utrerana de Electricidad y en 1954 a Distribuidora de Electricidad S.A. (que abastecía a Úbeda y Baeza).
En 1959, Sevillana comenzó las obras de la central térmica Cristóbal Colón junto a la ría de Huelva, que se convertirá en el principal proyecto de la compañía. En 1964 adquirió la Sociedad Hidroeléctrica de Peñarroya, y en 1967 Hidroeléctrica del Chorro, su principal competidora en el mercado andaluz y propietaria del salto del Gaitanejo y del salto del Chorro, en Málaga. El proceso de expansión culminó en 1968 con la adquisición al Instituto Nacional de Industria (INI) de la central térmica de Cádiz, la central térmica de Málaga y la central térmica de Almería. Con esto consiguió el monopolio del mercado energético en Andalucía y la provincia de Badajoz. En esos años la «Sevillana» también participó cojuntamente con el INI en la creación de la Empresa Nacional Eléctrica de Córdoba (ENECO), donde tenía un control del 50% de su accionariado. Esta compañía fue constituida con el fin de operar la central térmica de Puente Nuevo en la provincia de Córdoba.

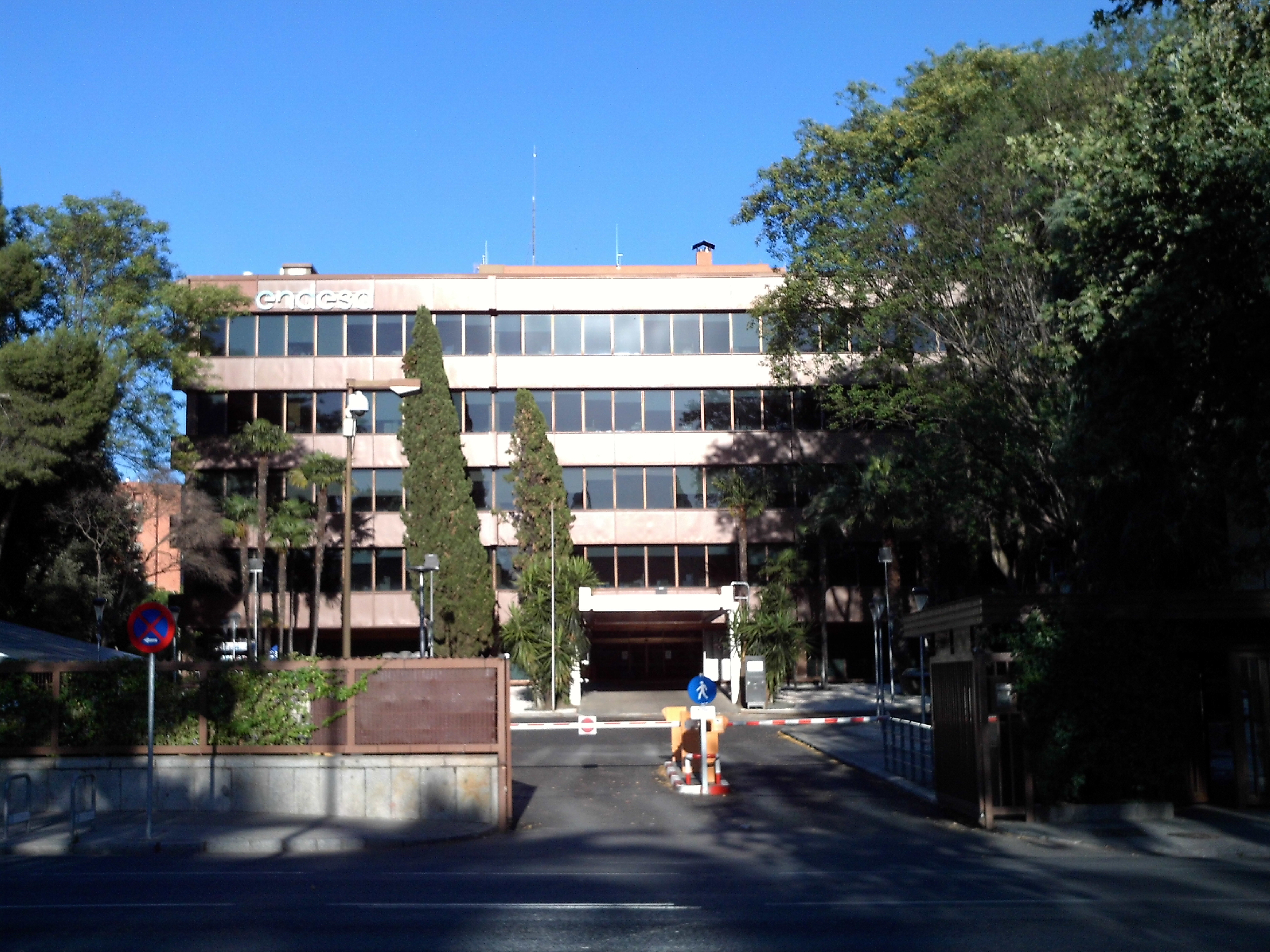
La sede de Endesa en Sevilla, realizada en 1970 como sede de la Compañía Sevillana.

Con las crisis del petróleo de la década de 1970, Sevillana (con una gran dependencia del fuel oil como combustible) entra en el campo de la energía nuclear, y participa, en unión con otras compañías, en la creación de la central nuclear de Almaraz, en 1973 y la central nuclear de Valdecaballeros en 1975. Sevillana pasó a cotizar en el IBEX 35 de la Bolsa española. En 1995 ingresó 287,470 millones de pesetas.

### Paso a Endesa
Con la liberalización del mercado eléctrico de España, originada por la entrada del país en la Unión Europea, se produjo la entrada de Endesa en el accionariado de Sevillana, con la compra del 33,5% de la empresa en 1991. Finalmente, en 1996, el Grupo Endesa se hizo con el 75% de las acciones de la compañía y su control absoluto. Al principio Sevillana continuó existiendo como una filial. En 1999, Sevillana de Electricidad dejó de cotizar en bolsa y el 15 de febrero de 2002 se produjo la desaparición de la compañía, que pasó a integrarse por completo en el Grupo Endesa, siendo esta la mayor empresa eléctrica de España.

## Fundación
En 1989 se creó la Fundación Sevillana de Electricidad para la cultura, la ciencia y la investigación. Tras la integración en Endesa, se llama Fundación Sevillana Endesa.